# Kościół Świętej Rodziny w Rudnicy
Kościół pw. Świętej Rodziny w Rudnicy – katolicki kościół filialny zlokalizowany w Rudnicy (powiat sulęciński, województwo lubuskie). Należy do parafii św. Stanisława Kostki w Kołczynie.

## Historia
Kościół został wzniesiony w 1910 dla lokalnej społeczności protestanckiej, choć zapewne nie jest pierwsza świątynia we wsi (księgi kościelne sięgają do 1699). Być może został przebudowany z obiektu, który zbudowano w 1799. Obecne wezwanie uzyskał w 1946 (rok wcześniej przyłączono go do parafii w Kołczynie). 

## Architektura
Obiekt neorenesansowy ze sklepieniem kolebkowym. 

## Wyposażenie
Na wyposażeniu świątyni pozostaje srebrny kielich o wysokości 24,5 cm (XVIII wiek, znak E. Wagenknechta). W latach 1918–1921 wyprzedano dwa cynowe świeczniki z sygnaturą RSR 1772.

## Otoczenie
Przy kościele zachowany jest nagrobek Gottfrieda Barscha z 1789.